# Fagonia zilloides
Fagonia zilloides là một loài thực vật có hoa trong họ Zygophyllaceae. Loài này được Humbert miêu tả khoa học đầu tiên năm 1927.